# Banco Central de Honduras
El Banco Central de Honduras es el principal banco de la república de Honduras y carga como tal con la responsabilidad monetaria exclusiva del país.

## Fundación
El banco comenzó sus actividades el 1 de julio de 1950, basado en ley nacional y su establecimiento permitió unificar por primera vez bajo la tutela del Estado hondureño, los diversos medios de pago existentes en aquel momento, y nacionalizó y centralizó la autoridad monetaria y de crédito de la nación.
La ley de creación del Banco fue promulgada el 3 de febrero del mismo año y entró en vigor al cabo de 5 meses, con el fin de permitir a su propietario, el abogado Roberto Ramírez, regularizara su reglamentación operativa y adaptarla a los cambios. Si bien el lempira ya era de curso legal antes de la creación del Banco, sólo a partir de entonces la divisa pasó a estar bajo la tutela y el control estatal.

## Cultura y educación
En su sede en el bulevar Fuerzas Armadas de Tegucigalpa, el Banco Central de Honduras tiene tres espacios museísticos y culturales: la Biblioteca Roberto Ramírez, el Museo Numismático Rigoberto Borjas y la Pinacoteca Arturo H. Medrano. 
La Biblioteca Roberto Ramírez fue fundada en 1950 y se especializa en temas económicos, para consulta pública e investigaciones. El Museo Numismático Rigoberto Borjas tiene una colección de más de 4.000 piezas de la historia y colección de papel moneda, monedas y cuños en uso durante las distintas épocas de la historia hondureña, desde la época prehispánica y colonial de Nueva España hasta la republicana y la contemporánea. La Pinacoteca Arturo H. Medrano cuenta con una colección de 700 pinturas de artistas hondureños desde 1920 hasta la era contemporánea.

## Sede
El Banco Central cuenta con oficinas en las ciudades de Tegucigalpa, San Pedro Sula, La Ceiba y Choluteca.
En fecha 11 de octubre de 2016 fue inaugurado por el presidente de Honduras Juan Orlando Hernández, el presidente del Banco Central, Presidente del Congreso Nacional de Honduras y presidente de la Corte Suprema de Justicia de Honduras, el nuevo edificio sede del Banco Central de Honduras, empezado en el año 2012 a un costo de US$ 60 millones de Dólares en el Centro Cívico Gubernamental de Tegucigalpa, DC. Dicho edificio tiene una capacidad para 1100 empleados y una altura de 80 metros.

## Directorio
El directorio es el más alto órgano dentro del Banco Central y está encargado de dirigir la política monetaria, crediticia y cambiaria del Estado. Los miembros del directorio son designados por el presidente de la República a través de la Secretaría de Finanzas.
Los miembros del directorio permanecen en sus cargos un máximo de cuatro años y pueden ser designados para períodos adicionales de igual o menor duración. El directorio está integrado por cinco directores, entre los cuales uno actúa como presidente y otro como vicepresidente.
| Orden             | Nombre                        | Designación    | Inicio                   | Final                    |
| ----------------- | ----------------------------- | -------------- | ------------------------ | ------------------------ |
| Presidenta        | Rebeca Patricia Santos Rivera | Xiomara Castro | 27 de enero de 2022      | 27 de enero de 2026      |
| Vicepresidente(a) | Vacante                       |                |                          |                          |
| Director          | Julio César Escoto Borjas     | Xiomara Castro | 11 de septiembre de 2023 | 11 de septiembre de 2027 |
| Directora         | Sonia Carolina Aspra Cruz     | Xiomara Castro | 2 de agosto de 2025      | 2 de agosto de 2029      |
| Director(a)       | Vacante                       |                |                          |                          |

## Expresidentes
- Roberto Ramírez
- Alberto Galeano
- Guillermo Bueso
- Gonzalo Carías
- Ricardo Maduro Joest
- Roberto Gálvez
- Hugo Noé Pino
- Emin Barjum
- Victoria Díaz de Asfura
- Gabriela Núñez
- María Elena Mondragón
- Edwin Araque Bonilla
- Sandra Regina de Midence (artículo en inglés Sandra Midence)
- Marlon Tábora Muñoz
- Manuel de Jesús Bautista Flores
- Wilfredo Cerrato